# Гюнтер Крупкат
Гюнтер Крупкат (нім. Günther Krupkat (1905 — 1990) — німецький письменник. Творив в основному у часи НДР.

## Життя
Навчався на інженера, але залишив навчання через брак грошей. До війни змінив ряд професій: фабричний робітник, комівояжер, монтер, лаборант. Також працював для преси і радіо, тоді ж були опубліковані його перші оповідання. Через участь в Опорі був змушений покинути Німеччину і бігти до Чехословаччини, повернувся після 1945 року.
Після повернення до Берліну закінчив навчання, деякий час працював головним редактором, а потім став вільним письменником. З 1972 по 1978 був головою робочої групи по утопічної літературі Союзу письменників НДР, створення якої сам ініціював.
У 1985 нагороджений Орденом «За заслуги перед Вітчизною» II ступеня.

## Творчість
Крупкат про себе:
У 19 років, надихнувшись романом Олексія Толстого «Аеліта», написав свій перший роман «Од», однак він був відхилений видавництвами як «занадто лівий».
Найбільш відомими і популярними романами Крупката були «Коли боги загинули» (1963) і його продовження — «Набу» (1968), що вийшли у видавництві «Новий Берлін». У першому випадку описується невдалий контакт з іншопланетянами у далекому минулому; друга книга розповідає про одного з високорозвинених роботів, який залишився від цієї цивілізації. Найавторитетніший австрійський критик-фантастикозавець Франц Ротенштайнер в 1979 назвав «Набу» «одним з найкращих прикладів наукової фантастики в НДР».

### Основні романи
- 1956: Невидимки (Die Unsichtbaren)
- 1957: Корабель приречених (Das Schiff der Verlorenen)
- 1958: Обличчя (Das Gesicht), у 1962 екранізований
- 1960: Велика межа (Die große Grenze)
- 1963: Коли боги загинули (Als die Götter starben)
- 1968: Набу (Nabou)

### Українські переклади
- Гюнтер Крупкат. Корабель приречених — Київ:  Видавництво "Молодь", 1971 р.
- Острів страху: [Оповідання] / Пер. Надії Андріанової // Колиска на орбіті. – К.: Веселка, 1983 – с.187-215